# Хорнеджеф-Хоріотеф
Хорнеджеф-Хоріотеф, Хотепібра — давньоєгипетський фараон з XIII династії.